# Renata Pałys
Renata Pałys (ur. 12 października 1956 we Wrocławiu) – polska aktorka teatralna, telewizyjna i filmowa, scenarzystka i reżyserka teatralna. Zyskała popularność jako odtwórczyni roli Heleny Paździoch w sitcomie Polsat Świat według Kiepskich (1999–2021).

## Życiorys

### Wczesne lata
Urodziła się i dorastała we Wrocławiu jako córka Miry Wilkowskiej i Henryka Wilkowskiego (1933–1996), wrocławskiego artysty plastyka. W 1980 ukończyła studia na Wydziale Lalkarskim filii PWST we Wrocławiu.

### Kariera
W latach 1980–1981 pracowała w Teatrze im. C.K. Norwida w Jeleniej Górze. W 1981 podjęła pracę w Teatrze Współczesnym im. Wiercińskiego we Wrocławiu. W 1982 roku przeniosła się do Wrocławskiego Teatru Pantomimy, gdzie pracowała do 1987, kiedy rozpoczęła pracę na deskach Teatru Kalambur. Tam zaś pracowała przez dwa lata. W latach 1992–1993 była współpracownikiem działu kultury wrocławskiej „Gazety Wyborczej”.
Od 1999 do 2021 wcielała się w postać Heleny Paździochowej w popularnym sitcomie Świat według Kiepskich. Jest autorką scenariusza 561. odcinka tego serialu oraz współscenarzystką odcinków 569, 580, 586 i 587.
19 grudnia 2008 była uczestniczką odcinka programu Gdzie jest Kłamczuch?.
Od 2009 prowadzi działalność pedagogiczną w studium aktorskim. W latach 2008–2012 była menedżerką rockowego zespołu muzycznego All Sounds Allowed. W 2015 założyła fundację „Wreszcie”.

## Życie prywatne
W 1982 wyszła za Krzysztofa Pałysa, którego poznała we Wrocławskim Teatrze Pantomimy. Mają syna Krzysztofa (ur. 1983).

## Odznaczenia
- 2020: Srebrny Medal „Zasłużony Kulturze Gloria Artis”[8]
- 2022: Super Diament „za budowanie wesołego oblicza Wrocławia” oraz pracę i osiągnięcia artystyczne[9].

## Filmografia

### Filmy
| Rok  | Tytuł                       | Rola                                          | Reżyser                |
| ---- | --------------------------- | --------------------------------------------- | ---------------------- |
| 1977 | Indeks                      |                                               | Janusz Kijowski        |
| 1980 | Ukryty w słońcu             |                                               | Jerzy Trojan           |
| 1982 | Wielki Szu                  |                                               | Sylwester Chęciński    |
| 1984 | Lubię nietoperze            |                                               | Grzegorz Warchoł       |
| 1984 | Sezon na bażanty            | kobieta na zabawie z okazji powrotu Kaczmarka | Wiesław Saniewski      |
| 1984 | Dom Sary                    |                                               | Zygmunt Lech           |
| 1985 | Problemat profesora Czelawy | prostytutka                                   | Zygmunt Lech           |
| 1985 | Przez dotyk                 |                                               | Magdalena Łazarkiewicz |
| 1985 | Na całość                   |                                               | Franciszek Trzeciak    |
| 1986 | Ucieczka (TV)               | kobieta wyciągana siłą z karetki              | Tomasz Szadkowski      |
| 1986 | Pusta klatka                |                                               | Leszek Baron           |
| 1986 | Mewy (fragmenty życiorysu)  | prostytutka w lokalu                          | Jerzy Passendorfer     |
| 1988 | Konsul                      | pielęgniarka                                  | Mirosław Bork          |
| 1989 | Szklany dom                 |                                               | Małgorzata Kopernik    |
| 1990 | Snowbal                     |                                               | Dieter Meyer           |
| 1992 | Magneto (TV)                | znachorka                                     | Jan Jakub Kolski       |
| 1993 | Jańcio Wodnik               | żona umarlaka                                 | Jan Jakub Kolski       |
| 1993 | Obcy musi fruwać            | kobieta w pociągu                             | Wiesław Saniewski      |
| 1996 | Deszczowy żołnierz          | kobieta na imprezie charytatywnej             | Wiesław Saniewski      |
| 2022 | Hela                        | bileterka                                     | Anna Kasperska         |

### Seriale TV
- 1999–2021: Świat według Kiepskich (reż. Okił Khamidow, Patrick Yoka, Adek Drabiński) –
  - Helena Paździochowa,
  - osoba ze średniowiecznego motłochu #3 (odc. 198),
  - świński ryj z wrót piekieł (głos, odc. 280),
  - Helena Paździochowa z wrót piekieł (odc. 280),
  - faraonowa Fernetete (odc. 318),
  - dama królewskiego dworu (odc. 553)[14]
- 2001: Adam i Ewa – pracownica Banku Mazowieckiego
- 2003: Samo życie – kierowniczka działu obsługi klienta Banku Miejskiego
- 2004: Na Wspólnej – kandydatka na opiekunkę do dziecka (odc. 250)
- 2005: Pierwsza miłość – aktorka Teatru Polskiego we Wrocławiu
- 2005: Tango z aniołem – właścicielka mieszkania
- 2006: Fala zbrodni matka Kamili Cypruś (odc. 51)
- 2009: Pierwsza miłość – kobieta z kotem
- 2011: Pierwsza miłość – Grażyna Olesiak
- 2013: Galeria – klientka (odc. 163)
- 2013: Rodzinka.pl – agentka nieruchomości Małgorzata Kożuchowska (odc. 130)
- 2021: Policjantki i policjanci – Pani Halina – świadek wydarzeń (sezon XV, odc. 802)
- od 2021: Pierwsza miłość – Zofia Zabawa

## Role teatralne
| Rok  | Tytuł                                | Autor                          | Rola                   | Reżyser               | Teatr                                                                  |
| ---- | ------------------------------------ | ------------------------------ | ---------------------- | --------------------- | ---------------------------------------------------------------------- |
| 1981 | Słoneczny kraj                       | Stanisław K. Stopczyk          | Lis                    | Wojciech Kopciński    | Teatr im. Cypriana Kamila Norwida w Jeleniej Górze                     |
| 1981 | Opowieści Lasku Wiedeńskiego         | Ödön von Horváth               | Emma                   | Włodzimierz Nurkowski | Teatr im. Cypriana Kamila Norwida w Jeleniej Górze                     |
| 1981 | Jeszcze żyjemy                       | Jan Pietrzak                   | śpiew                  | Jan Pietrzak          | Teatr im. Cypriana Kamila Norwida w Jeleniej Górze                     |
| 1981 | Rycerze Króla Artura                 | Henryk Tomaszewski             | Herzeleide             | Henryk Tomaszewski    | Wrocławski Teatr Pantomimy                                             |
| 1987 | Nasz Julo czerwony                   | Marian Pankowski               | Dziewuszka / Francuzka | Bogusław Litwiniec    | Ośrodek Teatru Otwartego „Kalambur” we Wrocławiu                       |
| 1988 | Prawdomówny kłamca                   | Grigori Gorin                  | Grajczanka             | Bogusław Litwiniec    | Ośrodek Teatru Otwartego „Kalambur” we Wrocławiu                       |
| 1988 | Się kochamy                          | Murray Schisgal                | Ellen Manville         | Anna Matysiak         | Ośrodek Teatru Otwartego „Kalambur” we Wrocławiu                       |
| 1988 | Audiencja III                        | Bogusław Schaeffer             | Ona                    | Wojciech Ziemiański   | Ośrodek Kultury i Sztuki we Wrocławiu                                  |
| 1989 | Opowieści Lasku Wiedeńskiego         | Ödön von Horváth               | Emma                   | Henryk Adamek         | Teatr Polski we Wrocławiu                                              |
| 1992 | Wenecjanka                           | Beolco Angelo / Anonim wenecki | Oria                   | Łukasz Pijewski       | Teatr im. Heleny Modrzejewskiej w Legnicy                              |
| 1994 | Nienawidzę                           | Marek Koterski                 | kobieta                | Andrzej Gałła         | Teatr Dramatyczny im. Jerzego Szaniawskiego w Wałbrzychu               |
| 2004 | Dzieci z Bullerbyn                   | Astrid Lindgren                | Lisa                   | Tomasz Dajewski       | Świdnicki Ośrodek Kultury                                              |
| 2005 | Głosy z Theresienstadt               | Ilse Weber                     | Maria                  | Bente Kahan           | Fundacja Bente Kahan we Wrocławiu                                      |
| 2015 | Unijna mądrość                       | Remigiusz Spólny               | Marysia                | Stanisław Melski      | Teatr Mały we Wrocławiu                                                |
| 2015 | Audiencja III, czyli Raj Eskimosów   | Bogusław Schaeffer             | Ona                    | Wojciech Ziemiański   | Fundacja „Wreszcie” Teatr im. Cypriana Kamila Norwida w Jeleniej Górze |
| 2017 | Małżeństwo we frankach szwajcarskich | Jan Jakub Należyty             | Matka                  | Dariusz Gnatowski     | Krakowski Teatr Komedia                                                |
| 2017 | Psiunio                              | Daniel i Agnès Besse           | Zoe                    | Michal Kaleta         | Fundacja „Ino Chichrać” w Poznaniu                                     |
| 2017 | Balladyna                            | Juliusz Słowacki               | n.d.                   | Renata Pałys          | Monument Productions                                                   |
| 2018 | Zemsta                               | Aleksander Fredro              | n.d.                   | Renata Pałys          | Monument Productions                                                   |
| 2018 | Aladyn                               | Tomasz Czekalski               | n.d.                   | Renata Pałys          | Monument Productions                                                   |